# SF挿絵画家の時代
『SF挿絵画家の時代』（エスエフさしえがかのじだい）は、大橋博之著による日本の書籍。本の雑誌社より2012年9月に刊行された。

## 概要
早川書房の雑誌「SFマガジン」2006年4月号から2012年5月号まで連載された「SF挿絵画家の系譜」を元に、加筆修正を加えた上で単行本化したもの。SF挿絵画家を紹介するにあたっては取材することを原則とし、本人が故人の場合は家族に聞くなどしている。取り上げている範囲は多少の前後はあるものの、小松崎茂から加藤直之までとしている。

## 収録画家一覧（生年順）
- 古賀亜十夫
- 山川惣治
- 金子三蔵
- 桜井誠
- 鈴木義治
- 武部本一郎
- 中山正美
- 小松崎茂
- 岩田浩昌
- 太田大八
- 南村喬之
- 若菜珪
- 谷俊彦
- 秋吉巒
- 石原豪人
- 依光隆
- 濱野彰親
- 勝呂忠
- 柳柊二
- 白吉辰三
- 中島靖侃
- 祐天寺三郎
- 長尾みのる
- 坂入徳次郎
- 江口まひろ
- 松田正久
- 日下弘
- 真鍋博
- 中村宏
- 金森達
- 佐々木侃司
- 中西立太
- 生賴範義
- 深井国
- 毛利彰
- 根本圭助
- 畑農照雄
- 髙荷義之
- 渡辺正美
- 伊藤展安
- 梶田達二
- 木村光佑
- 水野良太郎
- 野田弘志
- 司修
- 長岡秀星
- 赤坂三好
- 松本零士
- 小林弘隆
- 辰巳四郎
- 山野辺進
- 原田維夫
- 林巳沙夫
- 楢喜八
- 岩淵慶造
- 新井苑子
- 畑田国男
- 大西将美
- 山田維史
- 中原脩
- 佐治嘉隆
- 斎藤和明
- 杉本一文
- 角田純男
- 中西信行
- 野中昇
- 宮武一貴
- 加藤直之
- 岩崎政志
- 佐竹美保
- 小阪淳